# Фенстер, Борис Александрович
Бори́с Алекса́ндрович Фе́нстер (1916 — 29 декабря 1960) — артист балета и балетмейстер, работавший преимущественно в Ленинграде, в ЛАТОБ имени С. М. Кирова и в ЛМАТОБ. Народный артист РСФСР (1957).

## Биография
Борис Фенстер родился 17 (30) апреля 1916 года в Петрограде. В 1936 году окончил Ленинградский хореографический техникум, после чего начал работать в Ленинградском театре оперы и балета им. Кирова. Ещё учась в хореографическом техникуме был ассистентом балетмейстера Леонида Лавровского в постановке балетов «Фадетта» (1934) и «Катерина» (1935).
В 1940 году окончил балетмейстерское отделение ЛХУ (ученик Ф. В. Лопухова). Во время учёбы поставил свой первый балет — «Том Сойер» А. Гладковского (1939). В качестве дипломной работы осуществил постановку в Малом оперном театре балета Б. В. Асафьева «Ашик-Кериб», создав оригинальные и эффектные массовые танцы. В 1941 году поставил балет «Бэла», — вновь по произведению Лермонтова.
В 1945—1953 годах — художественный руководитель балета Малого театра оперы и балета, в 1953—1956 годах — его главный балетмейстер. В 1956—1959 годах — главный балетмейстер ЛАТОБ имени С. М. Кирова.
В 1949—1950 годах преподавал оперную режиссуру в ЛГК имени Н. А. Римского-Корсакова.
Осенью 1960 года, будучи уже больным, Фенстер приступил к репетициям ещё одного спектакля по произведению Лермонтова — балета Льва Лапутина «Маскарад». Роль Арбенина исполнил 50-летний Константин Сергеев, занявший в 1959 году после Фенстера должность главного балетмейстера театра; остальные партии исполнили Ирина Колпакова (Нина), Наталия Дудинская (Баронесса Штраль), Игорь Бельский (Неизвестный), Борис Брегвадзе (Звездич).
Балет был осуществлён в традициях советского «драмбалета», в то время уже начавшего считаться устаревшим, уступая свои позиции появляющемуся в СССР балетному симфонизму. Спектакль вызвал неудовольствие министра культуры СССР Екатерины Фурцевой и получил жёсткие критические отзывы:

Среди новых балетов, естественно, есть и спектакли, созданные по старым канонам. К ним прежде всего относится последний балет Б. А. Фенстера «Маскарад» (музыка Л. Лапутина).

Поставленный по мотивам драмы М. Ю. Лермонтова, хореографический спектакль в постановке Б. А. Фенстера утратил социальное, философское и психологическое звучание, то есть всё то, что сделало драму Лермонтова бессмертной. В центре внимания балетмейстера оказались не характеры, не внутренние побуждения поступков героев, не сложные человеческие отношения и философско-психологическое осмысление драмы, а внешняя сторона событий. Получился балет о подозрительном и ревнивом муже, жестоко расправившемся с невинной женой.— А. Рулева. Борис Брегвадзе (1965 год).
«Маскарад» стал последней работой Бориса Фенстера. Не выдержав напряжения премьеры и связанных с ней переживаний, балетмейстер скончался в театре сразу после показа спектакля «Маскарад» 29 декабря 1960 года.

…министр культуры Фурцева приезжала на приёмку спектакля и очень неодобрительно высказалась о балете. Фенстер решил на премьеру не ехать, но кто-то позвонил ему по телефону и сообщил, что Фурцевой в театре нет. Нехотя он собрался и поехал. Почти сразу, войдя в театр, он столкнулся с Фурцевой. Начался II акт. После него были общие поклоны, вытащили и Фенстера. Но едва он после поклонов ушел за кулисы, как тут же упал замертво. Мрачный спектакль ознаменовался мрачным событием.— Юрий Гамалей. «Мариинка» и моя жизнь.
Похоронен в Ленинграде на Серафимовском кладбище.

## Репертуар
- «Арлекинада» Р. Дриго — Арлекин
- «Тщетная предосторожность» П. Л. Гертеля — Колен
- «Фадетта» на музыку Л. Делиба — Рене

## Постановки
- 22 марта 1946 — «Мнимый жених» М. И. Чулаки
- 1948 — «Доктор Айболит» И. В. Морозова
- 9 декабря 1949 — «Юность» М. И. Чулаки на либретто Ю. И. Слонимского по роману «Как закалялась сталь»
- 30 мая 1951 — «Весёлый обманщик» К. А. Корчмарёва (совместно с К. Джапаровым)
- 29 декабря 1951 — «Барышня-крестьянка» Б. В. Асафьева
- 1953 — «Каменный цветок» Александра Фридлендера, Народный театр Ленинградского дворца культуры
- 16 мая 1954 — «Двенадцать месяцев» Б. Л. Битова
- 23 июня 1955 — «Тарас Бульба» В. П. Соловьёва-Седого (1962 — возобновление)
- 30 декабря 1955 — «Тийна» Л. М. Аустер, театр «Эстония»
- 13 декабря 1956 — «Голубой Дунай»* на музыку Иоганна Штрауса-сына
- 1957 — «Ивушка»* О. А. Евлахова
- 29 декабря 1960 — «Маскарад»** Льва Лапутина

(*) — на сцене Малого театра оперы и балета;
(**) — на сцене Театра оперы и балета им. Кирова.

## Награды и премии
- Сталинская премия второй степени (1948) — за постановку балета «Мнимый жених» М. И. Чулаки
- Сталинская премия второй степени (1950) — за постановку балета «Юность» М. И. Чулаки
- заслуженный деятель искусств РСФСР (1955)
- народный артист РСФСР (1957)